# Dig Dug Deeper
Dig Dug Deeper – brytyjska komputerowa gra akcji wyprodukowana przez firmę Creature Labs oraz wydana 31 października 2001 roku przez Infogrames.